# Namoo Actors
Namoo Actors Co. Ltd. (hangul: 나무엑터스; rr: Namu Egteoseu), fundada em 2004, é uma agência de gestão de talentos com sede em Seul, Coreia do Sul.
O fundador e presidente da empresa é Kim Jong-do.

## História
Em 2004, a Namoo Actors foi estabelecida sob o nome "Namoo Actors Co. Ltd.". A empresa assinou com Song Ji-hyo, Kim Kang-woo, Kim Tae-hee e Kim Hye-na em 2005. Namoo comemorou sua festa de 10 anos no CGV Cine City em Seul em 10 de janeiro de 2014. Em 21 de fevereiro, Namoo Actors (Kim Jong-do e atores), familiares e fãs realizaram um serviço memorial para a atriz Lee Eun-ju, que morreu em 22 de fevereiro de 2005, em Seul.

## Parcerias
Em 2006, Kim Jong-do e os atores participaram do Festival Internacional de Cinema de Busan e, em 2007, assinaram um acordo de rede conjunta com a chinesa Chengtian.

## Atores atuais

### Homens
- Cha Seo Won
- Kang Ki-young (2020-presente)
- Kim Hye-seong
- Kim Jung Hwan
- Ko Woo-rim
- Lee Joon-gi (2014-presente)
- Lee Jeong-ha (concorrente de The Unit)
- Lee Jung Shik
- Lee Sin Seong
- Lee Tae Sun
- Oh Hyun Joong
- Oh Seung Hoon
- Song Kang
- Yoo Jun-sang

### Mulheres
- Chae Bin
- Do Ji Won
- Hong Eun Hee
- Jo Woo-ri (2022-presente)
- Kim Ha Na
- Kim Hwan Hee
- Kim Hyo Jin (2006-presente)
- Kim Jae-kyung (2016-presente)
- Lee Na-eun (2022-presente)
- Lee Yoon-ji (2009-presente)
- Lee Yul-eum
- Park Eun-bin (2015-presente)
- Park Ji Hyun
- Roh Jeong-eui
- Seo Ye-hwa
- Seohyun (2019-presente)
- Shin So Hyun

## Ex-atores
- Baek Do-bin (2010–2015)
- Baek Yoon-sik (2010-2018)
- Chun Woo-hee (2011-2021)
- Han Hye Jin (2008–2017)
- Jeon Hye-bin (2009-2018)
- Ji Sung (2010–2021)
- Jo Dong Hyuk (2004-2014)
- Jo Han-chul (2013-2018)
- Joo Hae-eun
- Kim Ah Joong (2011-2015)
- Kim Hyang Gi (2011-2021)
- Kim Ji Soo (2004-2020)
- Kim Joo-hyuk (2004–2017; trabalhou com Kim Jong-do desde 1997)
- Kim Kang Woo (2005-2014)
- Kim So Yeon (2006-2018)
- Kim Tae-hee (2005-2010)
- Lee Eugene (concorrente do Produce X 101 )
- Lee Eun-ju (2005)
- Lee Kyu-han (?–2014)
- Lee You Jin (2017–2020)
- Moon Chae-won (2016–2021)
- Moon Geun-young (2004-2020)
- Nam Gyu-ri (2013-2014)
- Park Gun-hyung (2004-2017)
- Park Min-young (2017–2021)
- Park Sang Wook (2004–2016)
- Song Ji-hyo (2005-2011)
- Yoo Ji Tae (2013-2018)
- Yoo Sun (2012–2016)
- Yoon Je-moon (2012–2019)
- Shin Se-kyung (2004-2021)